# Политический кризис в Тюрингии (2020)

Распределение мест после выборов 2019 года

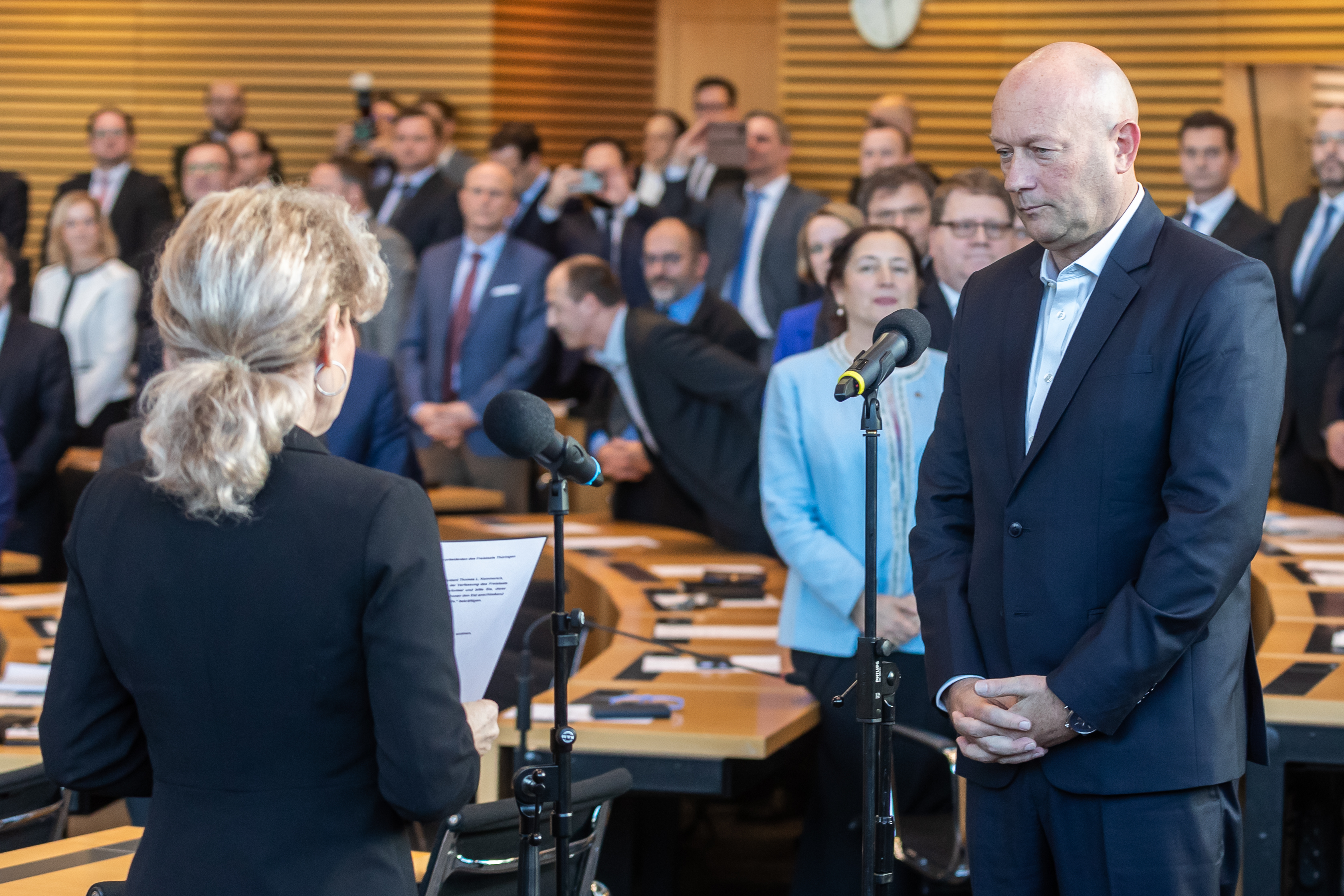
Кеммерих во время присяги

Политический кризис в Тюрингии (2020) — политический кризис, вызванный избранием Томаса Кеммериха от Свободной демократической партии Германии (СвДП) на должность премьер-министра голосами АдГ, СвДП и ХДС 5 февраля 2020 года. 
Избрание Томаса Кеммериха привлекло значительное внимание как на национальном, так и на международном уровне, так как это был первый случай в истории ФРГ, когда премьер-министр вступил в должность за счёт решающей поддержки со стороны правоэкстремистской партии АдГ. После этого правительство земли в течение четырёх недель состояло только из премьер-министра. 8 февраля Кеммерих подал в отставку и исполнял обязванности премьер-министра до тех пор, пока 4 марта 2020 года премьер-министром не был избран Бодо Рамелов из занявшей первое место Левой партии. 
Кризис стал следствием выборов в ландтаг Тюрингии, в результате которых ни одна правительственная коалиция не имела большинства. Неоднозначный выбор Кеммириха премьер-министром повлёк за собой отставку председателя ХДС Аннегрет Крамп-Карренбауэр, главы отделения и фракции ХДС в Тюрингии Майка Моринга и увольнение уполномоченного федерального правительства по новым землям Кристиан Хирте, а также к неспособности СвДП преодолеть пятипроцентный барьер на выборах 2020 года в Гамбурге.

## Выборы в ландтаг Тюрингии 2019
В октябре 2019 года Левая партия выиграла выборы в ландтаг Тюрингии, но лишилась большинства для создания красно-красно-зеленой (Левые+СДПГ+Зеленые) коалиции. ХДС и СвДП также не удалось набрать большинства для так называемой «зимбабвийской коалиции» (ХДС+СвДП+СДПГ+Зеленые). При этом все вышеперечисленные партии исключили какое-либо объединение с партией АдГ, которая по итогам голосования заняла второе место.
В конце октября ХДС и СвДП заявили, что они не будут входить в коалицию с Левой партией и АдГ. После выборов премьер-министр Бодо Рамелов заявил, что планирует создать снова красно-красно-зелёное правительство. Три партии подписали соглашение о создания правительства и заявили, что при необходимости голосов будут ситуативно договариваться с партиями ХДС и СвДП.

## Выборы премьер-министра в феврале 2020 года

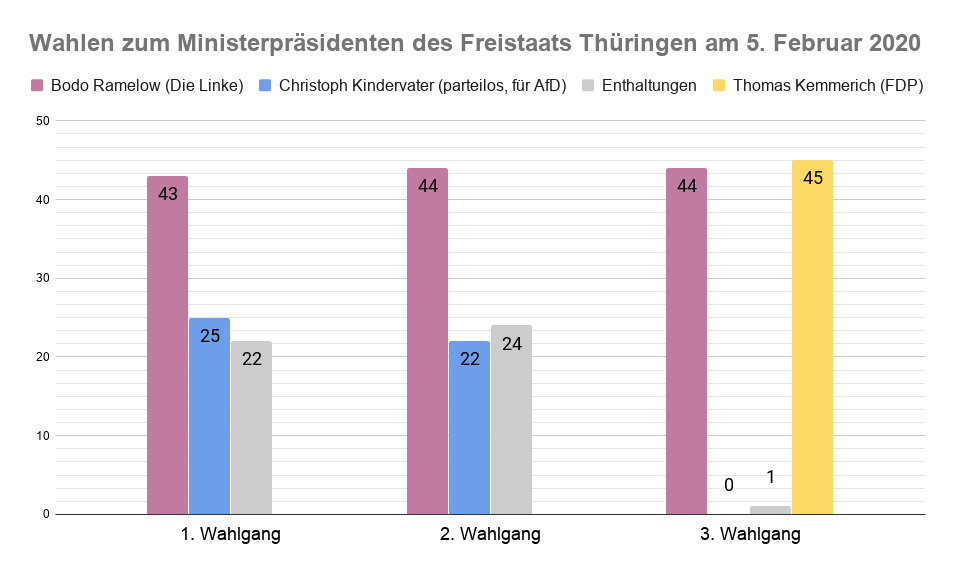
Результаты выборов премьер-министра Тюрингии в трёх турах

Чтобы стать премьер-министром, необходимо набрать абсолютное большинство в первом и во втором туре. Если этого не удаётся сделать, тогда в третьем туре необходимо простое большинство.
В первом туре Бодо Рамелов набрал 43 голосов депутатов из необходимых 46 голосов для абсолютного большинства. Представитель АдГ Кристоф Киндерфатер набрал 25 голосов, остальные парламентарии воздержались при голосовании. Во втором туре Бодо Рамелов набрал уже 44 голоса, но, как в первом туре, этого оказалось недостаточно для избрания на должность премьер-министра. 22 депутата проголосовали за Киндерфатера, 25 депутатов воздержались.
На третий тур СвДП выставила своего кандидата Кеммериха, на должность премьер-министра такжде претендовали Рамелов и Киндерфатер. Кеммерих неожиданно получил 45 голосов парламентариев, Рамелов только 44 голоса, 1 голос воздержался и 0 голосов за кандидата Киндерфатера. Позднее АдГ подтвердила, что изначально решила применить такую тактику в третьем туре и проголосовать за Кеммериха.
Кеммерих без всяких сомнений принял должность премьер-министра и был приведен к присяге. Как потом объяснял лидер СвДП Линднер, Кеммерих был просто в шоке от самой ситуации. Кеммерих стал вторым земельным премьер-министром от СвДП в истории ФРГ. В то же время он стал первым премьер-министром из числа самой маленькой парламентской группы, который был выбран с помощью голосов АдГ. Избрание Кеммериха вызвало неоднозначную реакцию на общегерманском уровне, политики и общество немедленно потребовали его отставки.

### Отставка Кеммериха
6 февраля 2020 года председатель СвДП Кристиан Линднер приехал в Тюрингию, чтобы убедить Кеммериха как премьер-министра и главу СвДП в Тюрингии подать в отставку. В тот же день на пресс-конференции Томас Кеммерих объявил о своей отставке. Однако он был премьер-министром до 4 марта, пока не был избран новый премьер-министр. Кеммерих также объявил, что он откажется от зарплаты, на которую он имел право как премьер-министр, и от переходного пособия после окончания срока его полномочий. Общая сумма составила бы не менее 93 тысяч евро. Если бы это было невозможно, он пожертвовал бы всё, что превышало его парламентскую зарплату, тюрингенским организациям, таким как Объединение жертв сталинизма или Фонд исследования диктатуры СЕПГ.

## Выборы премьер-министра в марте 2020 года
Как и на выборах в феврале, кандидату необходимо набрать абсолютное большинство на первом и втором туре. Если этого не удаётся сделать, тогда в третьем туре необходимо простое большинство.
4 марта Рамелов, как и прошлый раз, не набрал абсолютного большинства в двух первых турах (оба раза 42 голоса), его соперник Бьорн Хёкке от АдГ получил оба раза 22 голоса. В третьем туре Рамелов оказался единственным кандидатом на должность премьер-министра. За него проголосовали 42 парламентария, 23 против и 20 воздержались. Таким образом, он вновь стал премьер-министром Тюрингии.
На своей инаугурации Рамелов выразил удовлетворение по поводу преодоления правительственного кризиса и особо поблагодарил ХДС за конструктивную работу и создание стабилизационного пакта. Он подверг резкой критике АдГ, обвинив её в неуважении парламента и демократии.